# Schweizer Parlamentswahlen 1863/Resultate Nationalratswahlen

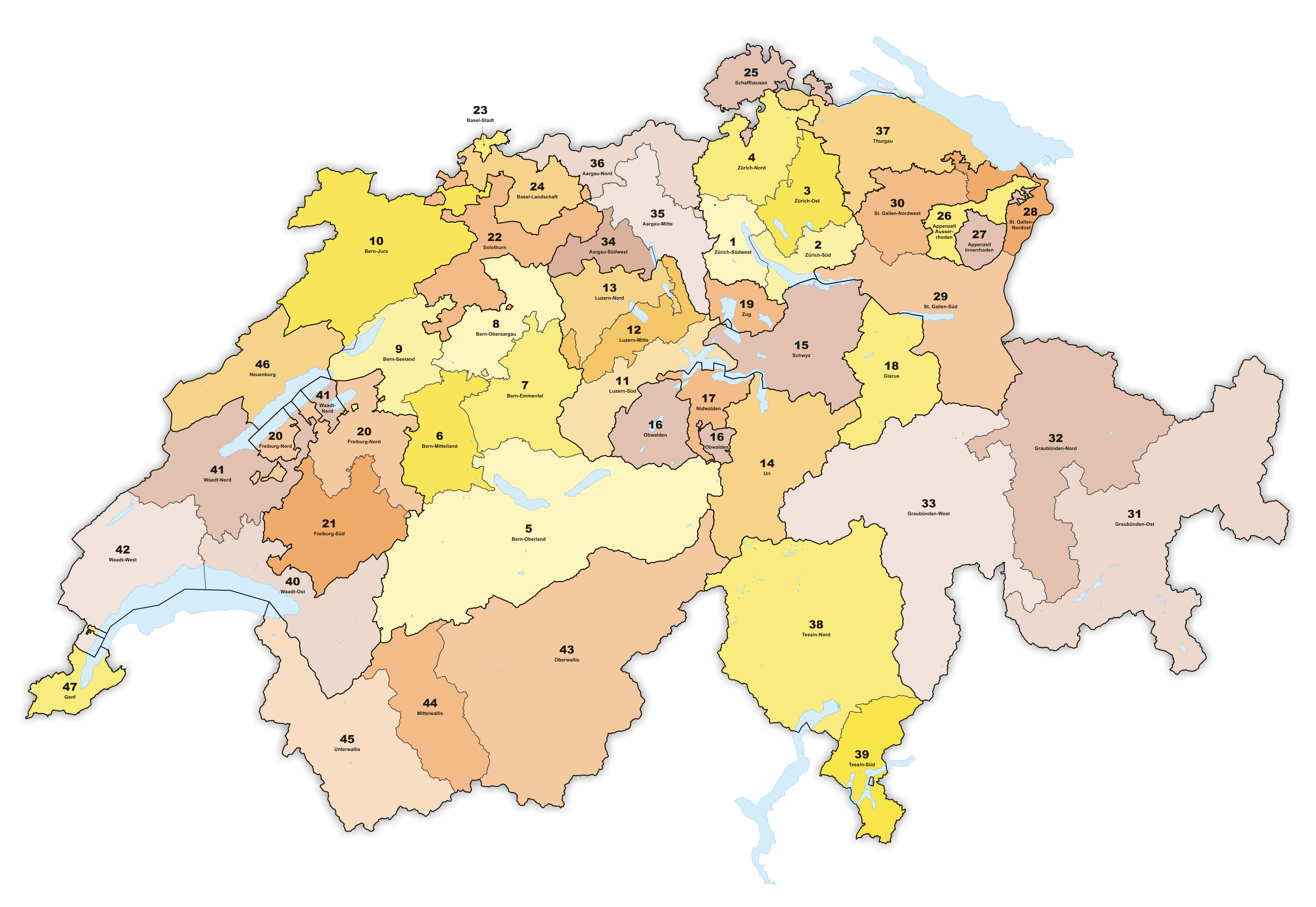
Nationalratswahlkreise von 1863 bis 1872

Die Nationalratswahlen der 6. Legislaturperiode fanden am 25. Oktober 1863 statt. Neu zu besetzen waren 128 Sitze im schweizerischen Nationalrat. Auf dieser Seite findet sich eine Übersicht über die detaillierten Resultate in den Kantonen.

## Erklärungen
Wie bei allen Wahlen vor der Einführung des heute üblichen Proporzwahlrechts im Jahr 1919 gelangte das Majorzwahlrecht zur Anwendung. Das Land war zu diesem Zweck in 47 unterschiedlich grosse Nationalratswahlkreise unterteilt, in denen ein bis fünf Sitze zu vergeben waren. Angewendet wurde die so genannte romanische Mehrheitswahl, bei der ein Kandidat die absolute Mehrheit der abgegebenen Stimmen benötigte, um gewählt zu werden. Jeder Wähler hatte so viele Stimmen, wie Sitze zu vergeben waren. In einzelnen Wahlkreisen waren bis zu drei Wahlgänge notwendig.
In den Kantonen Appenzell Ausserrhoden, Appenzell Innerrhoden, Glarus, Obwalden, Nidwalden und Uri erfolgte die Wahl durch die jeweilige Landsgemeinde. Aus diesem Grund sind keine genauen Ergebnisse verfügbar.
- Wahlkreis: Die Wahlkreise waren fortlaufend nummeriert, geordnet nach der Reihenfolge der Kantone in der schweizerischen Bundesverfassung. Aufgrund der wechselnden Anzahl Wahlkreise im Laufe der Jahre erhielten manche mehrmals eine neue Nummer. Deshalb besitzen die weiterführenden Artikel ein Lemma mit einer inoffiziellen geographischen Bezeichnung.
- Gewählte Kandidaten sind fett markiert, nicht gewählte Kandidaten sind kursiv markiert

## Parteien
Eine Zuordnung von Kandidaten zu Parteien und politischen Gruppierungen ist nur bedingt möglich, da sie nicht auf offiziellen Parteilisten kandidierten. Der politischen Wirklichkeit des 19. Jahrhunderts entsprechend kann man eher von Parteiströmungen oder -richtungen sprechen. Die verwendeten Parteibezeichnungen sind daher eine ideologische Einschätzung.
- FL = Freisinnige Linke (Freisinnige, Radikale, Radikaldemokraten)
- LM = Liberale Mitte (Liberale, Liberaldemokraten)
- KK = Katholisch-Konservative
- ER = Evangelische Rechte (evangelische/reformierte Konservative)
- DL = Demokratische Linke (extreme Linke, Demokraten)

## Ergebnisse der Nationalratswahlen

### Kanton Aargau (10 Sitze)
| Wahlkreis | Sitze | Datum                           | Wahlbe- rechtigte | Anzahl Wählende | Wahlbe- teiligung | Gewählte und Nichtgewählte | Partei               | Stimmen                                               | Anteil                                                         |
| --------- | ----- | ------------------------------- | ----------------- | --------------- | ----------------- | --- | -------------------- | ----------------------------------------------------- | -------------------------------------------------------------- |
| Nr. 34    | 3     | 25. Oktober 1863                | 12 557            | 10 134          | 80,7 %            | Friedrich Frey-Herosé Adolf Fischer Carl Feer-Herzog                                                                                              | LM LM LM             | 8 573 8 282 7 935                                     | 84,6 % 81,7 % 78,3 %                                           |
| Nr. 34    | 3     | 10. Januar 1864                 | 12 557            | 10 006          | 79,7 %            | Arnold Künzli Johann Haberstich | FL LM                | 5 010 3 820                                           | 50,1 % 38,2 %                                                  |
| Nr. 35    | 4     | 25. Oktober 1863                | 18 467            | 15 319          | 83,0 %            | Johann Rudolf Ringier Johann Peter Bruggisser Augustin Keller Gottlieb Jäger Jakob Keller Theodor Billo Johann Seiler Martin Jehle Samuel Schwarz | LM FL LM KK DL KK FL | 9 347 9 212 8 563 7 166 4 904 4 754 4 731 4 680 1 940 | 61,0 % 60,1 % 55,9 % 46,8 % 32,0 % 31,0 % 30,9 % 30,6 % 12,7 % |
| Nr. 35    | 4     | 8. November 1863 (2. Wahlgang)  | 18 440            | 15 243          | 82,7 %            | Gottlieb Jäger Jakob Keller | LM KK                | 9 214 3 596                                           | 60,4 % 23,6 %                                                  |
| Nr. 36    | 3     | 25. Oktober 1863                | 13 607            | 11 131          | 83,3 %            | Wilhelm Karl Baldinger Peter Acklin Karl Friedrich Brentano Johann Martin Böhm Friedrich Joseph Bürli Fridolin Stäuble Franz Waller               | KK KK FL KK FL FL    | 6 969 5 568 5 128 4 556 3 420 2 182 1 532             | 61,5 % 49,1 % 45,3 % 40,2 % 30,2 % 19,3 % 13,5 %               |
| Nr. 36    | 3     | 8. November 1863 (2. Wahlgang)  | 13 654            | 12 009          | 87,6 %            | Franz Waller Peter Acklin Friedrich Joseph Bürli Johann Martin Böhm                                                                               | FL KK FL KK          | 6 095 5 957 5 513 4 776                               | 50,8 % 49,6 % 45,9 % 39,8 %                                    |
| Nr. 36    | 3     | 22. November 1863 (3. Wahlgang) | 13 654            | 12 009          | 87,6 %            | Peter Acklin Friedrich Joseph Bürli | KK FL                | 6 735 5 067                                           | 56,0 % 42,1 %                                                  |

### Kanton Appenzell Ausserrhoden (2 Sitze)
| Wahlkreis | Sitze | Datum            | Gewählte und Nichtgewählte            | Partei |
| --------- | ----- | ---------------- | ------------------------------------- | ------ |
| Nr. 26    | 2     | 25. Oktober 1863 | Johannes Roth Adolf Friedrich Zürcher | LM LM  |

### Kanton Appenzell Innerrhoden (1 Sitz)
| Wahlkreis | Sitze | Datum            | Gewählte              | Partei |
| --------- | ----- | ---------------- | --------------------- | ------ |
| Nr. 27    | 1     | 25. Oktober 1863 | Johann Baptist Dähler | KK     |

### Kanton Basel-Landschaft (3 Sitze)
| Wahlkreis | Sitze | Datum                          | Wahlbe- rechtigte | Anzahl Wählende | Wahlbe- teiligung | Gewählte und Nichtgewählte                                                                             | Partei      | Stimmen                             | Anteil                                    |
| --------- | ----- | ------------------------------ | ----------------- | --------------- | ----------------- | --- | ----------- | ----------------------------------- | ----------------------------------------- |
| Nr. 24    | 3     | 25. Oktober 1863               | 10 900            | 5 646           | 51,8 %            | Jakob Graf Jakob Joseph Adam Stephan Gutzwiller Rudolf Riggenbach Jakob Aenishänsli Emil Remigius Frey | FL FL DL DL | 2 879 2 803 2 798 2 658 2 647 2 609 | 51,0 % 49,6 % 49,6 % 47,1 % 46,9 % 46,2 % |
| Nr. 24    | 3     | 6. Dezember 1863 (2. Wahlgang) | 10 900            | 8 232           | 75,5 %            | Jakob Joseph Adam Stephan Gutzwiller Jakob Aenishänsli Emil Remigius Frey                              | FL FL DL DL | 4 646 4 608 3 502 3 422             | 56,4 % 56,0 % 42,5 % 41,6 %               |

### Kanton Basel-Stadt (2 Sitze)
| Wahlkreis | Sitze | Datum            | Wahlbe- rechtigte | Anzahl Wählende | Wahlbe- teiligung | Gewählte und Nichtgewählte                         | Partei   | Stimmen           | Anteil               |
| --------- | ----- | ---------------- | ----------------- | --------------- | ----------------- | -------------------------------------------------- | -------- | ----------------- | -------------------- |
| Nr. 23    | 2     | 25. Oktober 1863 | 4 600             | 3 626           | 78,8 %            | Johann Jakob Stehlin Wilhelm Klein August Stähelin | LM FL ER | 3 310 2 219 1 396 | 91,3 % 58,4 % 38,5 % |

### Kanton Bern (23 Sitze)
| Wahlkreis | Sitze | Datum                           | Wahlbe- rechtigte | Anzahl Wählende | Wahlbe- teiligung | Gewählte und Nichtgewählte | Partei            | Stimmen                                         | Anteil                                                  |
| --------- | ----- | ------------------------------- | ----------------- | --------------- | ----------------- | --- | ----------------- | ----------------------------------------------- | ------------------------------------------------------- |
| Nr. 5     | 4     | 25. Oktober 1863                | 18 216            | 8 122           | 44,6 %            | Jakob Scherz Friedrich Seiler Karl Engemann Johann Jakob Karlen Jakob Karlen Jakob Bircher                                                                               | FL FL FL          | 4 567 4 463 4 185 3 843 2 370 1 450             | 56,2 % 54,9 % 51,5 % 47,3 % 29,2 % 17,9 %               |
| Nr. 5     | 4     | 8. November 1863 (2. Wahlgang)  | 17 857            | 6 821           | 38,2 %            | Johann Jakob Karlen Jakob Karlen | FL FL             | 4 624 1 459                                     | 67,8 % 21,4 %                                           |
| Nr. 6     | 4     | 25. Oktober 1863                | 16 632            | 6 924           | 41,6 %            | Christoph Albert Kurz Eduard Blösch Otto von Büren Jakob Stämpfli August von Gonzenbach Niklaus Niggeler Karl W. von Graffenried Gustav Vogt                             | ER ER FL ER FL FL | 3 753 3 411 3 257 3 253 3 045 2 899 2 767 2 242 | 54,2 % 49,3 % 47,0 % 47,0 % 44,0 % 41,9 % 40,0 % 32,4 % |
| Nr. 6     | 4     | 8. November 1863 (2. Wahlgang)  | 16 435            | 8 897           | 54,1 %            | Jakob Stämpfli Eduard Blösch Otto von Büren Karl W. von Graffenried August von Gonzenbach Gustav Vogt                                                                    | FL ER FL ER FL    | 4 729 4 489 4 325 4 262 3 954 3 676             | 53,2 % 50,5 % 48,6 % 47,9 % 44,4 % 41,3 %               |
| Nr. 6     | 4     | 15. November 1863 (3. Wahlgang) | 16 435            | 6 966           | 42,4 %            | Otto von Büren Karl W. von Graffenried | ER FL             | 3 520 3 304                                     | 50,5 % 47,4 %                                           |
| Nr. 7     | 4     | 25. Oktober 1863                | 15 345            | 6 116           | 39,8 %            | Karl Karrer Samuel Lehmann Johann Ulrich Gfeller Fritz Bühlmann Gustav Röthlisberger Ludwig Wyss                                                                         | FL FL ER FL       | 5 006 4 765 3 035 2 553 2 387 2 112             | 81,9 % 77,9 % 49,6 % 41,7 % 39,0 % 34,0 %               |
| Nr. 7     | 4     | 8. November 1863 (2. Wahlgang)  | 15 097            | 6 676           | 44,2 %            | Johann Ulrich Gfeller Ludwig Wyss Jakob Dähler | FL FL ER          | 3 666 3 558 0 803                               | 54,9 % 53,3 % 12,9 %                                    |
| Nr. 8     | 4     | 25. Oktober 1863                | 16 533            | ca. 8 278       | 50,0 %            | Jakob Steiner Johann Rudolf Vogel Johann Bützberger Johann Weber | FL FL FL          | 6 659 6 635 6 515 6 340                         | 80,4 % 80,2 % 78,7 % 76,6 %                             |
| Nr. 9     | 3     | 25. Oktober 1863                | 13 662            | 7 382           | 54,0 %            | Jakob Stämpfli Niklaus Niggeler Johann Rudolf Schneider Jean Sessler | FL FL FL          | 4 660 4 255 3 355 2 019                         | 63,1 % 57,6 % 45,4 % 27,4 %                             |
| Nr. 9     | 3     | 8. November 1863 (2. Wahlgang)  | 13 487            | 8 714           | 64,6 %            | Johann Rudolf Schneider Jean Sessler Peter von Känel Johann Renfer | FL FL ER ER       | 5 228 3 472 2 109 0 750                         | 60,0 % 39,8 % 24,2 % 08,6 %                             |
| Nr. 9     | 3     | 15. November 1863 (3. Wahlgang) | 13 487            | 9 215           | 68,3 %            | Peter von Känel Jean Sessler | ER FL             | 5 037 3 562                                     | 54,7 % 38,7 %                                           |
| Nr. 10    | 4     | 25. Oktober 1863                | 18 612            | 7 189           | 38,0 %            | Paul Migy Édouard Carlin Cyprien Revel Xavier Stockmar Pierre-Ignace Aubry Casimir Folletête Houriet Frédéric Imer Auguste Moschard Joseph Trouillat Emanuel-Aimé Tièche | FL FL KK ER KK ER | 5 905 5 868 5 778 5 589 ?                       | 82,1 % 81,6 % 80,4 % 77,7 % ?                           |

### Kanton Freiburg (5 Sitze)
| Wahlkreis | Sitze | Datum            | Wahlbe- rechtigte | Anzahl Wählende | Wahlbe- teiligung | Gewählte und Nichtgewählte                                                                | Partei      | Stimmen                             | Anteil                                    |
| --------- | ----- | ---------------- | ----------------- | --------------- | ----------------- | ----------------------------------------------------------------------------------------- | ----------- | ----------------------------------- | ----------------------------------------- |
| Nr. 20    | 3     | 25. Oktober 1863 | 15 352            | 6 392           | 41,6 %            | Alfred Vonderweid Samuel Presset Laurent Chaney Basile Bise Karl Vissaula Julien Schaller | KK KK FL FL | 4 368 4 170 3 991 1 988 1 857 1 440 | 68,3 % 65,2 % 62,4 % 31,1 % 29,1 % 22,5 % |
| Nr. 21    | 2     | 25. Oktober 1863 | 10 474            | 3 760           | 35,9 %            | Louis de Wuilleret Pierre-Théodule Fracheboud Georges Clément                             | KK KK FL    | 3 470 3 453 0 230                   | 92,3 % 91,8 % 06,1 %                      |

### Kanton Genf (4 Sitze)
| Wahlkreis | Sitze | Datum            | Wahlbe- rechtigte | Anzahl Wählende | Wahlbe- teiligung | Gewählte und Nichtgewählte | Partei      | Stimmen                                         | Anteil                                                  |
| --------- | ----- | ---------------- | ----------------- | --------------- | ----------------- | --- | ----------- | ----------------------------------------------- | ------------------------------------------------------- |
| Nr. 47    | 4     | 25. Oktober 1863 | 17 397            | 10 037          | 57,7 %            | Jean-Jacques Challet-Venel Moïse Vautier James Fazy Jules Vuy Philippe Camperio Arthur Chenevière Auguste Turettini Jean-Charles Braillard | FL FL LM FL | 5 249 5 234 5 154 5 033 5 014 4 826 4 799 4 687 | 52,4 % 52,3 % 51,5 % 50,3 % 50,1 % 48,2 % 47,9 % 46,8 % |

### Kanton Glarus (2 Sitze)
| Wahlkreis | Sitze | Datum            | Gewählte                 | Partei |
| --------- | ----- | ---------------- | ------------------------ | ------ |
| Nr. 18    | 2     | 25. Oktober 1863 | Joachim Heer Peter Jenny | LM LM  |

### Kanton Graubünden (5 Sitze)
| Wahlkreis | Sitze | Datum                           | Wahlbe- rechtigte | Anzahl Wählende | Wahlbe- teiligung | Gewählte und Nichtgewählte                                                                                         | Partei         | Stimmen                             | Anteil                                    |
| --------- | ----- | ------------------------------- | ----------------- | --------------- | ----------------- | --- | -------------- | ----------------------------------- | ----------------------------------------- |
| Nr. 31    | 2     | 25. Oktober 1863                | 8 598             | 4 683           | 54,5 %            | Johann Gaudenz von Salis Simeon Bavier Remigius Peterelli Johann Rudolf Brosi Hans Hold Johann Bartholome Caflisch | FL LM KK FL FL | 3 323 1 800 1 077 0 597 0 537 0 323 | 75,7 % 41,0 % 24,5 % 13,6 % 12,2 % 07,3 % |
| Nr. 31    | 2     | 15. November 1863 (2. Wahlgang) | 8 598             | 4 683           | 54,5 %            | Simeon Bavier | LM             | 2 709                               | 57,8 %                                    |
| Nr. 32    | 2     | 25. Oktober 1863                | 8 598             | 4 861           | 58,6 %            | Alois de Latour Johann R. von Toggenburg Johann Bartholome Caflisch                                                | FL KK FL       | 3 480 2 380 1 107                   | 71,6 % 49,0 % 22,8 %                      |
| Nr. 32    | 2     | 15. November 1863 (2. Wahlgang) | 8 598             | 4 817           | 56,0 %            | Johann R. von Toggenburg                                                                                           | KK             | 2 636                               | 54,7 %                                    |
| Nr. 33    | 1     | 25. Oktober 1863                | 4 204             | 1 607           | 38,2 %            | Andreas Rudolf von Planta Jachen Ulrich Könz                                                                       | LM LM          | 1 299 0 196                         | 80,8 % 12,2 %                             |

### Kanton Luzern (7 Sitze)
| Wahlkreis | Sitze | Datum            | Wahlbe- rechtigte | Anzahl Wählende | Wahlbe- teiligung | Gewählte und Nichtgewählte                                                             | Partei      | Stimmen                             | Anteil                                    |
| --------- | ----- | ---------------- | ----------------- | --------------- | ----------------- | -------------------------------------------------------------------------------------- | ----------- | ----------------------------------- | ----------------------------------------- |
| Nr. 11    | 2     | 25. Oktober 1863 | 8 412             | 1 971           | 23,4 %            | Josef Martin Knüsel Wilhelm Schindler Josef Banz                                       | LM FL KK    | 1 737 1 191 0 578                   | 88,1 % 60,4 % 29,3 %                      |
| Nr. 11    | 2     | 10. Januar 1864  | 8 412             | 0 895           | 10,6 %            | Josef Vonmatt Josef Banz                                                               | FL KK       | 0 705 0 129                         | 78,8 % 14,4 %                             |
| Nr. 12    | 2     | 25. Oktober 1863 | 7 602             | 1 604           | 21,1 %            | Philipp Anton von Segesser Vinzenz Fischer                                             | KK KK       | 1 551 1 515                         | 96,7 % 94,5 %                             |
| Nr. 13    | 3     | 25. Oktober 1863 | 11 070            | 3 998           | 36,1 %            | Anton Hunkeler Hans Theiler Anton Wapf Franz Xaver Beck Jost Kneubühler Heinrich Jenny | FL FL KK KK | 2 348 2 301 2 114 1 628 1 599 1 597 | 58,7 % 57,6 % 52,9 % 40,7 % 40,0 % 39,9 % |

### Kanton Neuenburg (4 Sitze)
| Wahlkreis | Sitze | Datum            | Wahlbe- rechtigte | Anzahl Wählende | Wahlbe- teiligung | Gewählte und Nichtgewählte | Partei      | Stimmen                                         | Anteil                                                  |
| --------- | ----- | ---------------- | ----------------- | --------------- | ----------------- | --- | ----------- | ----------------------------------------------- | ------------------------------------------------------- |
| Nr. 46    | 4     | 25. Oktober 1863 | 20 600            | 7 730           | 37,5 %            | Alexis-Marie Piaget Jules Philippin Ami Girard Louis Grandpierre Daniel de Dardel Édouard Sandoz Henri du Pasquier Louis-Édouard Montandon | FL FL ER ER | 5 127 5 039 4 957 4 772 2 785 2 764 2 707 2 621 | 66,3 % 65,2 % 64,1 % 61,7 % 36,0 % 35,8 % 35,0 % 33,9 % |

### Kanton Nidwalden (1 Sitz)
| Wahlkreis | Sitze | Datum            | Gewählte     | Partei |
| --------- | ----- | ---------------- | ------------ | ------ |
| Nr. 17    | 1     | 25. Oktober 1863 | Alois Wyrsch | LM     |

### Kanton Obwalden (1 Sitz)
| Wahlkreis | Sitze | Datum            | Gewählte   | Partei |
| --------- | ----- | ---------------- | ---------- | ------ |
| Nr. 16    | 1     | 25. Oktober 1863 | Franz Wirz | KK     |

### Kanton Schaffhausen (2 Sitze)
| Wahlkreis | Sitze | Datum            | Wahlbe- rechtigte | Anzahl Wählende | Wahlbe- teiligung | Gewählte und Nichtgewählte                                 | Partei   | Stimmen           | Anteil               |
| --------- | ----- | ---------------- | ----------------- | --------------- | ----------------- | ---------------------------------------------------------- | -------- | ----------------- | -------------------- |
| Nr. 25    | 2     | 25. Oktober 1863 | 6 800             | 5 995           | 88,2 %            | Friedrich Peyer im Hof Wilhelm Joos Johann Heinrich Ammann | LM DL LM | 4 398 4 119 3 420 | 73,3 % 68,7 % 57,4 % |

### Kanton Schwyz (2 Sitze)
| Wahlkreis | Sitze | Datum            | Wahlbe- rechtigte | Anzahl Wählende | Wahlbe- teiligung | Gewählte und Nichtgewählte                         | Partei   | Stimmen           | Anteil               |
| --------- | ----- | ---------------- | ----------------- | --------------- | ----------------- | -------------------------------------------------- | -------- | ----------------- | -------------------- |
| Nr. 15    | 2     | 25. Oktober 1863 | 11 500            | 1 572           | 13,7 %            | Karl Styger Karl Benziger Josef Anton Georg Büeler | KK KK KK | 1 503 1 005 0 541 | 96,2 % 63,9 % 34,4 % |

### Kanton Solothurn (3 Sitze)
| Wahlkreis | Sitze | Datum            | Wahlbe- rechtigte | Anzahl Wählende | Wahlbe- teiligung | Gewählte und Nichtgewählte                 | Partei   | Stimmen           | Anteil               |
| --------- | ----- | ---------------- | ----------------- | --------------- | ----------------- | ------------------------------------------ | -------- | ----------------- | -------------------- |
| Nr. 22    | 3     | 25. Oktober 1863 | 16 222            | 9 080           | 56,0 %            | Simon Kaiser Franz Bünzli Benedikt von Arx | FL KK FL | 8 884 8 867 8 824 | 97,8 % 97,7 % 97,2 % |

### Kanton St. Gallen (9 Sitze)
| Wahlkreis | Sitze | Datum                           | Wahlbe- rechtigte | Anzahl Wählende | Wahlbe- teiligung | Gewählte und Nichtgewählte | Partei                  | Stimmen                                         | Anteil                                                  |
| --------- | ----- | ------------------------------- | ----------------- | --------------- | ----------------- | --- | ----------------------- | ----------------------------------------------- | ------------------------------------------------------- |
| Nr. 28    | 3     | 25. Oktober 1863                | 17 002            | 11 057          | 65,0 %            | Johann Baptist Weder Joseph Marzell Hoffmann Wilhelm Matthias Naeff Johannes Zündt Daniel Wirth-Sand Johann Baptist Müller Gallus Jakob Baumgartner Friedrich Bernet | LM LM KK KK KK DL       | 8 614 5 273 5 036 3 595 1 756 1 304 0 870 0 849 | 83,0 % 50,8 % 48,5 % 34,6 % 16,9 % 12,6 % 08,4 % 08,2 % |
| Nr. 28    | 3     | 8. November 1863 (2. Wahlgang)  | 17 002            | 10 591          | 62,3 %            | Wilhelm Matthias Naeff Johannes Zündt Friedrich Bernet Daniel Wirth-Sand Gallus Jakob Baumgartner                                                                    | LM KK DL KK KK          | 3 830 3 104 1 539 0 757 0 381                   | 38,4 % 31,2 % 15,4 % 07,6 % 03,8 %                      |
| Nr. 28    | 3     | 22. November 1863 (3. Wahlgang) | 17 002            | 11 194          | 65,8 %            | Wilhelm Matthias Naeff Johannes Zündt Friedrich Bernet | LM KK DL                | 6 291 4 141 0 245                               | 56,2 % 37,0 % 02,2 %                                    |
| Nr. 28    | 3     | 11. Januar 1864                 | 17 002            | 9 604           | 56,5 %            | Johannes Zündt Friedrich Bernet Daniel Wirth-Sand | KK DL LM                | 4 226 3 295 1 906                               | 44,0 % 34,3 % 19,8 %                                    |
| Nr. 28    | 3     | 25. Januar 1864                 | 17 002            | 10 100          | 59,4 %            | Johannes Zündt Friedrich Bernet Daniel Wirth-Sand | KK DL LM                | 4 800 4 000 1 250                               | 47,5 % 39,6 % 12,4 %                                    |
| Nr. 28    | 3     | 8. Februar 1864                 | 17 002            | ca. 10 800      | 63,5 %            | Friedrich Bernet Johannes Zündt Daniel Wirth-Sand | DL KK LM                | 5 261 5 226 0 256                               | 48,7 % 48,4 % 02,4 %                                    |
| Nr. 29    | 3     | 25. Oktober 1863                | 16 838            | 10 412          | 61,8 %            | Josef Leonhard Bernold Basil Ferdinand Curti Paravizin Hilty Xaver Rickenmann Johann Jakob Frei Josef Guldin Johann Baptist Weder Alois Fäh                          | LM DL LM KK FL KK FL KK | 7 646 5 388 5 247 2 275 1 807 1 751 1 080 0 934 | 78,7 % 55,5 % 54,0 % 23,4 % 18,6 % 18,0 % 11,1 % 09,6 % |
| Nr. 30    | 3     | 25. Oktober 1863                | 15 364            | 11 739          | 76,4 %            | Carl Georg Jakob Sailer Johann M. Hungerbühler Gallus Jakob Baumgartner Leonhard Gmür Georg Friedrich Anderegg Josef Wagner Johann Rudolf Moser Johann Georg Baumann | FL FL KK LM KK LM KK    | 7 123 6 449 4 696 4 107 3 610 3 200 2 348 0 799 | 62,9 % 57,9 % 41,5 % 36,3 % 31,9 % 28,3 % 20,7 % 07,1 % |
| Nr. 30    | 3     | 8. November 1863 (2. Wahlgang)  | 15 364            | 11 690          | 76,1 %            | Georg Friedrich Anderegg Gallus Jakob Baumgartner Johann Rudolf Moser                                                                                                | LM KK LM                | 5 376 5 236 0 356                               | 46,8 % 45,6 % 03,1 %                                    |
| Nr. 30    | 3     | 22. November 1863 (3. Wahlgang) | 15 364            | 12 599          | 82,0 %            | Georg Friedrich Anderegg Gallus Jakob Baumgartner | LM KK                   | 6 307 6 071                                     | 50,1 % 48,2 %                                           |

### Kanton Tessin (6 Sitze)
| Wahlkreis | Sitze | Datum            | Wahlbe- rechtigte | Anzahl Wählende | Wahlbe- teiligung | Gewählte und Nichtgewählte                                            | Partei   | Stimmen                 | Anteil                      |
| --------- | ----- | ---------------- | ----------------- | --------------- | ----------------- | --------------------------------------------------------------------- | -------- | ----------------------- | --------------------------- |
| Nr. 38    | 3     | 25. Oktober 1863 | 15 558            | 7 023           | 45,1 %            | Antonio Bossi Costantino Bernasconi Carlo Battaglini Giovanni Airoldi | FL FL LM | 5 329 5 283 4 900 2 374 | 75,9 % 75,2 % 69,8 % 33,8 % |
| Nr. 39    | 3     | 25. Oktober 1863 | 15 217            | 4 682           | 30,8 %            | Michele Pedrazzini Giovanni Battista Pioda Giovanni Jauch             | KK FL FL | 3 745 3 621 3 574       | 80,0 % 77,3 % 76,3 %        |
| Nr. 39    | 3     | 17. Januar 1864  | 15 217            | 4 832           | 31,8 %            | Luigi Rusca Daniele Capponi                                           | LM FL    | 2 493 2 339             | 51,6 % 48,4 %               |

### Kanton Thurgau (5 Sitze)
| Wahlkreis | Sitze | Datum                          | Wahlbe- rechtigte | Anzahl Wählende | Wahlbe- teiligung | Gewählte und Nichtgewählte | Partei                  | Stimmen                                                        | Anteil                                                         |
| --------- | ----- | ------------------------------ | ----------------- | --------------- | ----------------- | --- | ----------------------- | -------------------------------------------------------------- | -------------------------------------------------------------- |
| Nr. 37    | 5     | 25. Oktober 1863               | 22 953            | 16 368          | 71,3 %            | Augustin Ramsperger Johann Messmer Johann Ludwig Sulzberger Johann Joachim Lüthi Fridolin Anderwert Paul Nagel Georg Burkhardt Philipp Gottlieb Labhardt Johann Isler | KK LM FL LM DL LM DL DL | 12 002 11 827 11 562 06 668 05 984 04 856 04 829 04 557 01 630 | 84,0 % 82,8 % 80,9 % 46,7 % 41,9 % 34,0 % 33,8 % 31,9 % 11,4 % |
| Nr. 37    | 5     | 8. November 1863 (2. Wahlgang) | 22 841            | 16 930          | 74,1 %            | Johann Joachim Lüthi Fridolin Anderwert Georg Burkhardt Philipp Lebhardt Paul Nagel                                                                                   | LM DL LM DL DL          | 10 873 08 978 04 256 02 685 02 234                             | 69,4 % 57,3 % 27,2 % 17,1 % 14,3 %                             |

### Kanton Uri (1 Sitz)
| Wahlkreis | Sitze | Datum            | Gewählte         | Partei |
| --------- | ----- | ---------------- | ---------------- | ------ |
| Nr. 14    | 1     | 25. Oktober 1863 | Alexander Muheim | KK     |

### Kanton Waadt (11 Sitze)
| Wahlkreis | Sitze | Datum                           | Wahlbe- rechtigte | Anzahl Wählende | Wahlbe- teiligung | Gewählte und Nichtgewählte                                                                                      | Partei            | Stimmen                                   | Anteil                                           |
| --------- | ----- | ------------------------------- | ----------------- | --------------- | ----------------- | --- | ----------------- | ----------------------------------------- | ------------------------------------------------ |
| Nr. 40    | 4     | 25. Oktober 1863                | 19 251            | 6 864           | 35,7 %            | Constant Fornerod Édouard Dapples François Corboz Jules Eytel Victor Ruffy François Veillon Louis Ruchonnet     | FL LM FL DL FL FL | 6 316 4 278 4 017 3 562 3 176 2 055 1 749 | 92,0 % 62,3 % 58,5 % 51,9 % 46,3 % 29,9 % 25,5 % |
| Nr. 40    | 4     | 17. Januar 1864                 | 18 990            | 5 693           | 30,0 %            | Charles Cossy Louis Bonjour Louis Ruchonnet                                                                     | LM DL FL          | 2 574 1 579 1 428                         | 45,2 % 27,7 % 25,1 %                             |
| Nr. 40    | 4     | 31. Januar 1864                 | 19 079            | 6 670           | 35,0 %            | Charles Cossy Louis Bonjour Louis Ruchonnet                                                                     | LM DL FL          | 3 594 1 570 1 382                         | 53,9 % 23,5 % 20,7 %                             |
| Nr. 41    | 4     | 25. Oktober 1863                | 19 251            | 7 268           | 37,8 %            | Constant Fornerod Jean-Louis Demiéville Charles Bontems Abram-Daniel Meystre Charles Burnand Constant Jacquiéry | FL LM FL LM FL    | 6 587 6 546 3 817 3 534 3 407 3 052       | 90,6 % 90,1 % 52,5 % 48,6 % 46,9 % 42,0 %        |
| Nr. 41    | 4     | 15. November 1863 (2. Wahlgang) | ca. 19 000        | 9 946           | 52,4 %            | Victor Ruffy Abram-Daniel Meystre Charles Burnand Ferdinand Masson                                              | FL FL LM LM       | 6 122 5 887 4 030 3 359                   | 61,6 % 59,2 % 40,5 % 33,8 %                      |
| Nr. 42    | 3     | 25. Oktober 1863                | 15 199            | 5 887           | 38,7 %            | Charles Bontems John Berney Louis-Henri Delarageaz Jean-Louis Ancrenaz Henri Reymond Antoine Rochat             | LM DL FL DL LM    | 3 555 3 063 2 777 2 490 2 463 1 760       | 60,4 % 52,0 % 47,2 % 42,3 % 41,8 % 29,9 %        |
| Nr. 42    | 3     | 15. November 1863 (2. Wahlgang) | ca. 15 000        | 6 878           | 45,9 %            | Louis-Henri Delarageaz Jean-Louis Ancrenaz Henri Reymond Antoine Rochat                                         | FL FL DL LM       | 3 861 3 396 3 315 2 483                   | 56,1 % 49,4 % 48,2 % 36,1 %                      |
| Nr. 42    | 3     | 29. November 1863 (2. Wahlgang) | ca. 15 000        | 7 268           | 48,5 %            | Jean-Louis Ancrenaz Henri Reymond                                                                               | FL DL             | 3 677 3 591                               | 50,6 % 49,4 %                                    |

### Kanton Wallis (5 Sitze)
| Wahlkreis | Sitze | Datum            | Wahlbe- rechtigte | Anzahl Wählende | Wahlbe- teiligung | Gewählte und Nichtgewählte                                               | Partei      | Stimmen                 | Anteil                      |
| --------- | ----- | ---------------- | ----------------- | --------------- | ----------------- | ------------------------------------------------------------------------ | ----------- | ----------------------- | --------------------------- |
| Nr. 43    | 2     | 25. Oktober 1863 | 8 428             | 4 532           | 53,8 %            | Alexis Allet Adrien de Courten Joseph Anton Clemenz Leo Luzian von Roten | KK KK LM KK | 4 399 2 621 1 347 0 323 | 97,1 % 57,8 % 29,7 % 07,1 % |
| Nr. 44    | 1     | 25. Oktober 1863 | 4 444             | 1 855           | 41,7 %            | Charles de Rivaz                                                         | KK          | 1 820                   | 98,1 %                      |
| Nr. 45    | 2     | 25. Oktober 1863 | 9 032             | 4 672           | 51,7 %            | Maurice-Antoine Cretton Louis Barman Antoine Luder Joseph Bioley         | FL FL KK KK | 2 807 2 730 1 792 1 601 | 60,1 % 58,4 % 38,4 % 34,3 % |

### Kanton Zug (1 Sitz)
| Wahlkreis | Sitze | Datum            | Wahlbe- rechtigte | Anzahl Wählende | Wahlbe- teiligung | Gewählte und Nichtgewählte | Partei | Stimmen | Anteil |
| --------- | ----- | ---------------- | ----------------- | --------------- | ----------------- | -------------------------- | ------ | ------- | ------ |
| Nr. 19    | 1     | 25. Oktober 1863 | 4 440             | 1 362           | 30,7 %            | Wolfgang Henggeler         | LM     | 1 346   | 98,8 % |

### Kanton Zürich (13 Sitze)
| Wahlkreis | Sitze | Datum                          | Wahlbe- rechtigte | Anzahl Wählende | Wahlbe- teiligung | Gewählte und Nichtgewählte                                                                              | Partei            | Stimmen                             | Anteil                                    |
| --------- | ----- | ------------------------------ | ----------------- | --------------- | ----------------- | --- | ----------------- | ----------------------------------- | ----------------------------------------- |
| Nr. 1     | 4     | 25. Oktober 1863               | 20 091            | 3 426           | 17,1 %            | Alfred Escher Jakob Dubs Paul Carl Eduard Ziegler Johann Jakob Treichler Johann Stapfer Heinrich Schmid | LM LM ER LM ER ER | 2 850 2 768 2 762 2 068 1 019 0 724 | 83,2 % 80,8 % 80,6 % 60,4 % 29,7 % 21,1 % |
| Nr. 1     | 4     | 17. Januar 1864                | 19 805            | 2 833           | 14,3 %            | Johann Stapfer Heinrich Schmid                                                                          | ER ER             | 1 628 ca. 1 000                     | 57,5 % ?                                  |
| Nr. 2     | 3     | 25. Oktober 1863               | 16 459            | 2 505           | 15,2 %            | Heinrich Honegger Johann Jakob Widmer Johann Heinrich Fierz Kaspar Honegger Karl Adolf Huber Jakob Dubs | LM LM LM          | 2 212 1 643 1 159 0 885 0 597 0 351 | 88,3 % 65,6 % 46,3 % 35,3 % 23,8 % 14,0 % |
| Nr. 2     | 3     | 8. November 1863 (2. Wahlgang) | 15 945            | 6 388           | 40,1 %            | Johann Heinrich Fierz Kaspar Honegger                                                                   | LM LM             | 3 874 2 412                         | 60,7 % 37,8 %                             |
| Nr. 3     | 3     | 25. Oktober 1863               | 16 288            | 2 398           | 14,7 %            | Eduard Suter Heinrich Grunholzer Rudolf Wäffler Johann Jakob Sulzer                                     | LM LM DL          | 2 169 2 018 1 975 0 540             | 90,5 % 84,2 % 82,4 % 22,5 %               |
| Nr. 4     | 3     | 25. Oktober 1863               | 14 943            | 4 284           | 28,7 %            | Rudolf Benz Ulrich Meister sr. Johann Jakob Bucher Johann Jakob Sulzer Friedrich Scheuchzer             | LM LM DL DL       | 3 901 3 001 1 961 1 940 1 110       | 91,1 % 70,1 % 45,8 % 45,3 % 25,9 %        |
| Nr. 4     | 3     | 8. November 1863 (2. Wahlgang) | 15 119            | 7 702           | 50,9 %            | Johann Jakob Bucher Johann Jakob Sulzer                                                                 | LM DL             | 4 174 3 068                         | 54,2 % 39,8 %                             |

## Ersatzwahlen bis 1866
Aufgrund von Vakanzen während der darauf folgenden 6. Legislaturperiode fanden in neun Wahlkreisen zehn Ersatzwahlen statt.
| Wahlkreis / Kanton | Ersatz für                 | Datum                      | Wahlbe- rechtigte | Anzahl Wählende | Wahlbe- teiligung | Gewählte und Nichtgewählte                                     | Partei   | Stimmen              | Anteil               |
| ------------------ | -------------------------- | -------------------------- | ----------------- | --------------- | ----------------- | -------------------------------------------------------------- | -------- | -------------------- | -------------------- |
| Nr. 6 (BE)         | Christoph Albert Kurz      | 22. Mai 1864               | ca. 16 600        | 6 784           | 40,7 %            | Otto von Büren Rudolf Schärer                                  | ER FL    | 03 956 02 828        | 58,3 % 41,7 %        |
| Nr. 6 (BE)         | Eduard Blösch              | 20. April 1866             | ca. 16 800        | 10 276          | 61,2 %            | August von Gonzenbach Christian Sahli                          | ER FL    | 05 660 03 189        | 55,1 % 31,0 %        |
| Nr. 8 (BE)         | Jakob Steiner              | 12. Februar 1865           | ca. 16 900        | 6 747           | 39,9 %            | Rudolf Leuenberger Carl Reichenbach                            | FL FL    | 04 484 02 263        | 66,5 % 33,5 %        |
| Nr. 10 (BE)        | Xavier Stockmar            | 21. August 1864            | ca. 18 600        | 9 314           | 50,1 %            | Niklaus Kaiser Auguste Moschard                                | FL ER    | 06 056 03 258        | 65,0 % 35,0 %        |
| Nr. 11 (LU)        | Wilhelm Schindler          | 22. Januar 1865            | ca. 8 200         | 2 209           | 26,9 %            | Josef Bucher Josef Zemp                                        | FL KK    | 01 262 00 801        | 57,1 % 36,3 %        |
| Nr. 29 (SG)        | Paravizin Hilty            | 22. April 1866             | ca. 16 900        | 9 079           | 53,7 %            | Johann Jakob Frei Gallus August Suter Gallus Jakob Baumgartner | FL DL KK | 02 698 02 533 01 867 | 29,7 % 27,9 % 20,6 % |
| Nr. 29 (SG)        | Paravizin Hilty            | 6. Mai 1866 (2. Wahlgang)  | ca. 16 900        | 9 397           | 55,6 %            | Gallus August Suter Gallus Jakob Baumgartner Johann Jakob Frei | DL KK FL | 03 978 02 737 02 217 | 42,3 % 29,1 % 23,6 % |
| Nr. 29 (SG)        | Paravizin Hilty            | 27. Mai 1866 (3. Wahlgang) | ca. 16 900        | 9 113           | 53,9 %            | Gallus August Suter Gallus Jakob Baumgartner                   | DL KK    | 04 779 03 363        | 52,4 % 36,9 %        |
| Nr. 36 (AG)        | Arnold Künzli              | 11. Juni 1865              | 12 021            | 9 578           | 79,7 %            | Emanuel Herosé Johann Haberstich                               | LM LM    | 05 086 04 110        | 53,1 % 42,9 %        |
| Nr. 37 (TG)        | Johann Joachim Lüthi       | 26. Februar 1865           | 23 100            | ca. 12 900      | 55,8 %            | Philipp Gottlieb Labhardt Paul Nagel                           | DL DL    | 10 969 01 978        | 84,6 % 15,3 %        |
| Nr. 42 (VD)        | Jean-Louis Ancrenaz        | 6. März 1866               | 18 897            | 6 133           | 32,4 %            | David Bachelard Louis Ruchonnet                                | DL FL    | 03 088 02 952        | 50,4 % 48,1 %        |
| Nr. 49 (GE)        | Jean-Jacques Challet-Venel | 16. Oktober 1864           | 16 547            | 10 637          | 64,3 %            | Charles Friderich François-Isaac Mayor                         | LM FL    | 05 909 04 728        | 55,6 % 44,5 %        |

## Quelle
- Erich Gruner: Die Wahlen in den Schweizerischen Nationalrat 1848–1919. Band 3. Francke Verlag, Bern 1978, ISBN 3-7720-1445-3, S. 85–98.